# 11th Armoured Division
L'11th Armoured Division (11ª Divisione corazzata) fu una divisione corazzata dell'esercito britannico durante la seconda guerra mondiale per poi essere convertita in divisione fanteria durante gli anni cinquanta.

## Storia
Era una delle più famose divisioni corazzate inglesi della guerra, conosciuta principalmente per il lavoro svolto nel nord-ovest dell'Europa tra il periodo 1944-1945. È stata soprannominata The Black Bull dopo la comparsa della sua insegna, un toro nero con corna rosse dentro un rettangolo giallo.
Nel mese di luglio del 1944 poco dopo lo sbarco in Normandia la divisione si è portata fuori dalle spiagge della Normandia verso l'interno della Francia, prima di andare verso il Belgio prese parte alle operazioni Goodwood e Epson in Normandia. Il 4 settembre 1944 l'11ª Divisione Corazzata prese la città di Anversa e partecipò nella battaglia delle Ardenne. Da quel momento in poi la divisione si spinse all'interno della regione occupata dei Paesi Bassi e nel marzo del 1945 attraversò il fiume Reno, e per la fine della guerra si era portata nel nord-est e catturato la città tedesca Lubecca il 2 maggio 1945.
Nel suo camino in Germania l'11ª Divisione incontrò e liberò il campo di concentramento di Bergen-Belsen il 15 aprile del 1945. All'interno del campo la divisione aveva trovato 60.000 prigionieri malati e bisognosi di urgenti cure mediche e più di 13.000 corpi di prigionieri morti.
La divisione fu riattivata nell'autunno del 1950, ma trasformata nella 4ª Divisione di fanteria nel 1956.

## Comandanti

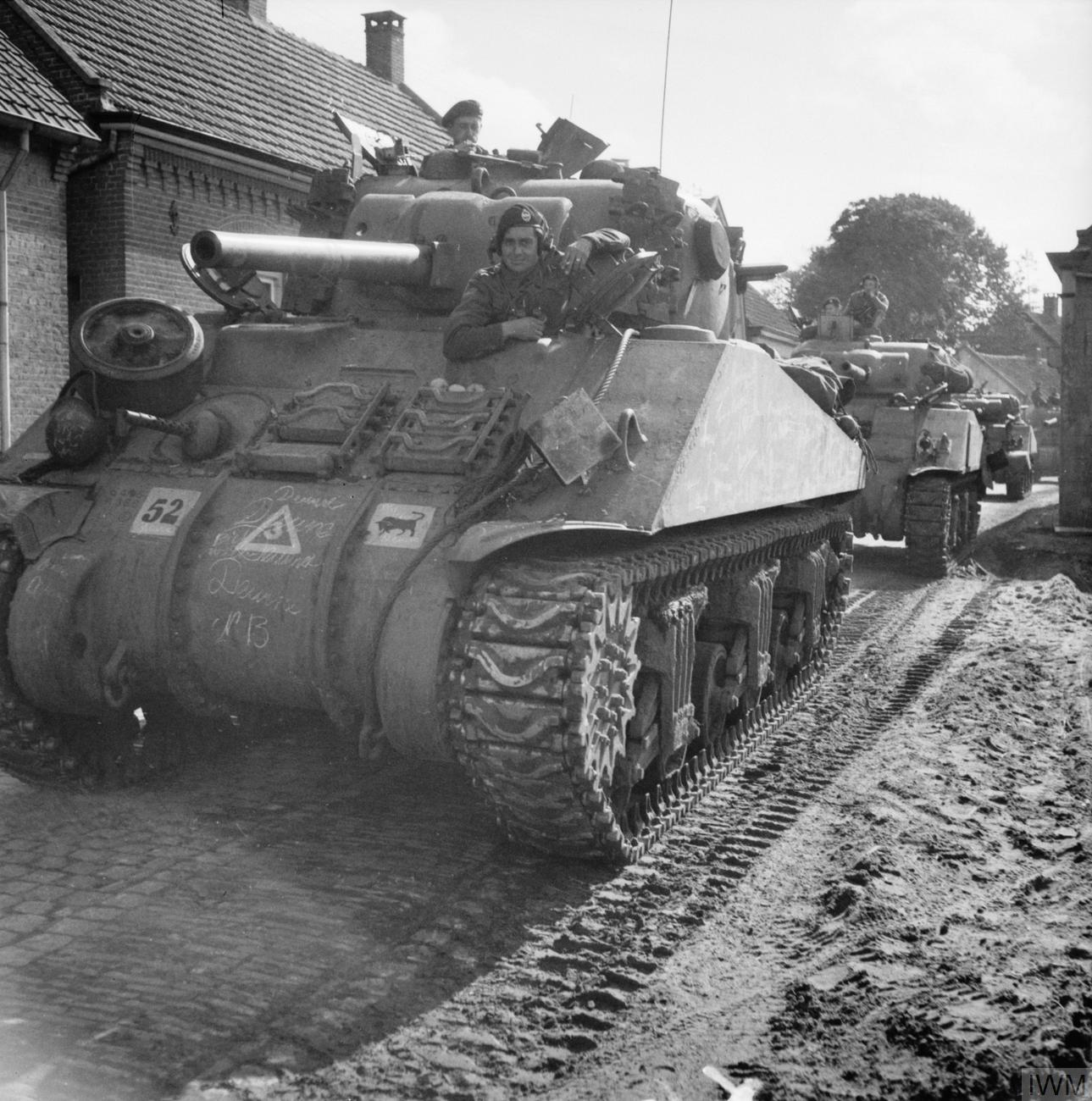
26 settembre 1944: Sherman V del 23º Hussars avanzano all'interno di Deurne, Paesi Bassi.

| Grado              | Nome              | Dal              | Fino al          |
| ------------------ | ----------------- | ---------------- | ---------------- |
| Maggior generale   | Percy Hobart      | 9 marzo 1941     | 22 febbraio 1942 |
| Brigadier generale | C. H. M. Peto     | 22 febbraio 1942 | 21 aprile 1942   |
| Maggior generale   | Charles Keightley | 21 aprile 1942   | 17 maggio 1942   |
| Maggior generale   | Perci Hobart      | 17 maggio 1942   | 15 ottobre 1942  |
| Maggior generale   | Montague Burrows  | 15 ottobre 1942  | 6 dicembre 1943  |
| Maggior generale   | G.P.B. Roberts    | 6 dicembre 1943  | 31 agosto 1945   |